# Grenelle II
Pour les articles homonymes, voir Grenelle.
Lire en ligne

sur Légifrance (version mise automatiquement à jour) ou sur le site de l'assemblée nationale (version initiale)

La loi « Grenelle II », ou loi no 2010-788 du 12 juillet 2010 portant engagement national pour l'environnement (parfois appelée loi ENE) est la loi française qui complète, applique et territorialise une loi votée l'année précédente, dite « Loi Grenelle I » (précédemment adoptée en octobre 2008 et validée le 11 février 2009) ;
Cette précédente loi Grenelle I déclinait en programme les engagements du « Grenelle de l'Environnement ». Elle est une loi programmatique, « de programmation relative à la mise en œuvre du Grenelle des 268 engagements de l'État et de la nation (Trame Verte et Bleue, l’agriculture à Haute Valeur Environnementale, primauté du principe de prévention des déchets...) retenus parmi les propositions plus nombreuses encore faites en 2007 par les ateliers du Grenelle de l'environnement. Elle les a organisés et reformulés juridiquement.

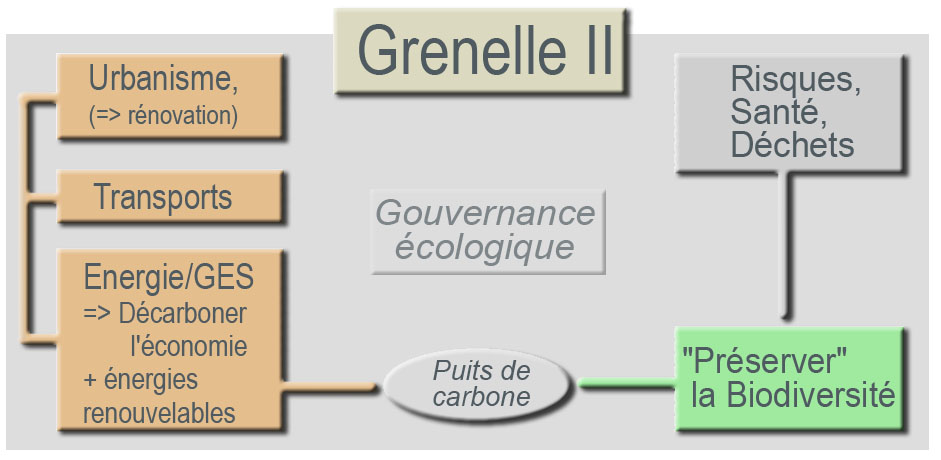
Les rectangles de ce schéma représentent les six grands chantiers de la loi Grenelle II.

La loi « Grenelle II » décline à son tour la loi Grenelle I, par objectif, chantier, et secteur.
Elle comprend aussi une partie du projet initial du projet de Grenelle III (antérieurement prévu pour contenir les propositions concernant l'agriculture et la gouvernance, et abandonnée début 2008 au profit de mesures déjà intégrées au projet de loi de Finances 2009 et au profit d'une intégration partielle dans la fin du texte du projet de loi Grenelle II).
Elle a été la première loi à « expérimenter » la « réforme constitutionnelle de modernisation des institutions de la Ve République » du 23 juillet 2008, qui fait que le projet de loi proposé par le gouvernement en janvier 2009 a d'abord été examiné par la Commission de l'Économie, du Développement Durable et de l'Aménagement du Territoire, qui l'a amendé, avant sa présentation en séance plénière du Sénat du 15 septembre 2009, ceci après la loi de finances pour 2009.
Elle décline plus concrètement les orientations de la loi « Grenelle I » adoptées en juillet 2009 en de nombreuses mesures techniques, qui concernent les domaines (ou secteurs) suivants :
- Bâtiment et Urbanisme ;
- Transport ;
- Énergie-climat ;
- Biodiversité/Trame verte et bleue ;
- Santé-environnement ;
- Gouvernance.

Le premier examen du projet de loi Grenelle II au Sénat s'est clos (après divers retraits, ajouts et modifications) le jeudi 8 octobre 2009, avec un vote par 177 voix contre 135. La majorité UMP et l'Union centriste ont voté pour. L'opposition PS-PCF a voté contre au motif de « reculs surtout par rapport aux engagements du Grenelle 1 » et le Rassemblement démocratique et social européen (RDSE) ainsi que les Verts se sont abstenus, en raison de la « timidité » des mesures retenues par rapport aux engagements initiaux et aux demandes du Grenelle de l'environnement de 2007.

## Objectifs généraux du «Grenelle II»
Cette Loi Grenelle II devait concrétiser l'« engagement national pour l'environnement » issu du Grenelle de l'environnement et le traduire en obligations, interdictions ou permissions :
- par des textes nouveaux, ou le plus souvent ;
- par des modifications (ajouts, retraits, amendements..) des codes existants (Code de l'urbanisme, Code de l'environnement, Code rural, code de la construction et de l'habitation, Code général des collectivités territoriales, Code des ports maritimes...) pour les rendre « conformes » aux engagements retenus et listés par le Grenelle I,

ceci afin notamment :
- de pouvoir les décliner aux échelles territoriales prévues par la loi ;
- de pouvoir y associer des outils fonciers, financiers, d'évaluation, etc.

## Six grands «chantiers»
Ce sont ceux listés par la loi Grenelle I (bâtiments et urbanisme, transports, énergie et climat, biodiversité, risques santé déchets et gouvernance).

## 201 décrets d'application
201 décrets sont nécessaires à la pleine application de cette loi. 135 sont des décrets en Conseil d'État et 56 seront soumis à la Commission consultative d'évaluation des normes (CCEN).
Certains des projets de décrets concernant des sujets innovants (pollution lumineuse par exemple) sont ou seront aussi soumis à consultation publique (via le site internet du ministère).
Le cabinet du ministre chargé de l'environnement a annoncé en octobre 2010 qu'il faudrait 18 mois pour les publier, mais la cinquantaine de décrets principaux ou jugés prioritaires (dont relatifs au tarif d'achat du biogaz, l'éolien en mer) devraient être publiés avant fin 2010 ou début 2011. Sont également prioritaires les décrets sur les diagnostics de performance énergétique, la nouvelle Réglementation Thermique (RT 2012), l'affichage publicitaire, la limitation de la pollution lumineuse, l'évaluation environnementale des DTADD, de certains PLU, de certaines cartes communales et des schémas d'aménagement. Les décrets sur la taxe sur la valorisation foncière liée à la réalisation des transports en commun en site propre et des projets ferroviaires, sur les schémas régionaux climat-air-énergie, les certificats d'économies d'énergie et schémas régionaux éoliens, les zones de captages d'eau potable, la certification environnementale des exploitations agricoles, la composition du comité national trames vertes et bleues, les bandes enherbées, le raccordement de l'éolien en mer, etc.
En 2020, plusieurs décrets et arrêtés d'applications sont encore en attente de publication, c'est-à-dire qu'ils n'ont pas été adoptés par le gouvernement.

## Ce que change la loi
Les grands thèmes sont ici repris par ordre alphabétique.

### Agriculture
Dans ce domaine figurent :
- Certification : Elle est volontaire et concerne les exploitants souhaitant la mention HVE (Exploitation de haute valeur environnementale) ;
- Agriculture Bio : Un rapport annuel suivra l'approvisionnement de la restauration collective et l'évolution des surfaces ;
- Nitrates : Délimitation des bassins versants les plus touchés par les marées vertes ; Déclaration annuelle des quantités d'azote épandues ;
- Bandes enherbées d'au moins 5 m (largeur) le long de la plupart des cours d’eau ;
- Pesticides : Ils seront mieux réglementés (Article 104), avec un agrément obligatoire (peine de 6 mois de prison et amende de 15 000 €) pour la vente, la distribution et le conseil à l'utilisation (art 94). Cet agrément repose sur une assurance responsabilité civile professionnelle, une certification par un tiers reconnu, des certificats de compétence (à renouveler périodiquement)[6]... ; 
Un certificat sera demandé à certains usagers ; Le conseil doit être plus précis (avec « préconisation écrite » précisant « la substance active et la spécialité recommandées, la cible, la ou les parcelles concernées, la superficie à traiter, la dose recommandée et les conditions de mise en œuvre »). Les usages sont limités dans les espaces publics (et lieux où vivent des personnes vulnérables) ; La publicité est plus strictement encadrée (pour les amateurs et les professionnels) ; Un avis de l'Agence nationale chargée de la sécurité sanitaire de l'alimentation, de l'environnement et du travail) et une évaluation socio-économique devient préalable au retrait des pesticides, sauf s'il s'agit d'appliquer une décision européenne ; Ceci s'accompagne d'une responsabilité élargie des fabricants ou importateurs de pesticides lors de l'élimination des produits ayant perdu leur autorisation. L'épandage aérien est interdit (sauf dérogation)[7]. Le Gouvernement rend au Parlement un rapport (public) sur l'impact sanitaire, environnemental, social et économique des pesticides en France. Ce rapport détaillera le suivi des usages agricoles et non agricoles des produits phytopharmaceutiques en France, sur les avancées de la recherche agronomique dans ce domaine, de la diffusion de méthodes alternatives auprès des agriculteurs, des résultats du programme pluriannuel de recherche appliquée et de formation, sur la santé des agriculteurs et des salariés agricoles, et les résultats du programme de surveillance épidémiologique[8]. Ce rapport précisera la portée des nouvelles normes relatives aux produits pesticides adoptée en France au regard des règles communautaires et des pratiques dans l'Union européenne.
- Pharmacopée traditionnelle (outre-mer) : Le Gouvernement rend au Parlement un rapport sur les « méthodes d’encouragement et de développement de la recherche en matière de valorisation et d’exploitation de la pharmacopée des territoires ultramarins » (art 97)

### Air
Dans ce domaine :
- Schémas régionaux du climat, de l'air et de l'énergie, avec possibilité d'expérimenter des ZAPA (Zone d'action prioritaire pour l'air) où les véhicules polluants peuvent être interdits.

### Bâtiment et Urbanisme

#### Bâtiment (Neuf & réhabilitation)
La loi vise un bâti moins énergivore et une diminution de la précarité énergétique (redéfinie par la loi).
Le diagnostic de performance énergétique, qui peut être fait par un agent de la collectivité pour les bâtiments publics est (sans être opposable au vendeur) ajouté au contrat de location (bail commercial, sauf bail rural ou saisonnier) ; il sera transmis à l'Ademe et mentionné dans les annonces immobilières (dès 2011). Il devra calculer les émissions de gaz à effet de serre (à partir de 2013). Il sera obligatoire à partir de 2017 pour les bâtiments à chauffage ou climatisation collectifs (copropriétés dont le permis de construire est antérieur à juin 2001 ou si l'installation collective de chauffage dessert à plus de 90 % des lots d'habitation ou si la SHON totale représente 51 % d'habitations ou si la copropriété a plus de 50 lots, caves et parkings inclus) (Décret en attente). Un état des risques naturels et technologiques (ou risque de pollution du sol) sera joint aux baux commerciaux. Les contrôles de la réglementation thermique seront renforcés.
Bâtiment neuf
- Performances énergétiques et environnementales à mesurer (concernant la production de Gaz à effet de serre (GES) et de déchets, et les consommations d'énergie et d'eau...) et - dans certains cas - à publier ;
- émission de GES limitée à partir de 2020 ;
- Attestation d'étude sur l'approvisionnement en ENR et sur la prise en compte de la réglementation thermique lors du permis de construire.

Existant et réhabilitation
- Performances énergétiques et environnementales à mesurer (concernant énergie, émissions de GES, production de déchets, consommation d'eau...) ;
- rénovation thermique obligatoire des bâtiments tertiaires avant 2020 (et bail vert pour les commerces ou bureaux de plus de 2 000 m2 et baux conclus à partir de 2012 ;
- Attestation de prise en compte de la réglementation thermique et acoustique ;
- Information obligatoire de l'acheteur ou locataire d'un risque de pollution du sol, s'il est connu de l'État (Art 188) ;
- Pour les résidences principales situées autour d'un site classé Seveso seuil haut, la loi augmente les aides aux travaux de renforcement du bâti (crédit d'impôt à 40 % du montant de ces travaux, contre 15 % auparavant, avec un plafond de 30 000 euros) ;
- Certains bâtiments importants, avant démolition ou réhabilitation lourde, devront faire l'objet d'un diagnostic relatif à la gestion des déchets issus de la démolition ou réhabilitation (des décrets en Conseil d'État préciseront le type de bâtiments concernés et la nature du diagnostic à produire);

#### Urbanisme
La loi cherche à « verdir », simplifier ou mettre en cohérence les outils d'urbanisme en groupant les schémas de cohérence territoriale, les plans locaux d’urbanisme et les cartes communales (art. 14). La loi fixe des objectifs environnementaux à introduire dans les SCOT, PLU et cartes communales, qui doivent intégrer les enjeux d'effet de serre, de maîtrise de l'énergie, de production énergétique propre et sûre à partir de sources renouvelables, de qualité de l'air, de l'eau et des sols, de restauration et protection de la biodiversité (via notamment la restauration d'espaces naturels, forestiers et des continuités écologiques, avec une répartition «géographiquement équilibrée» et économe en espace de l'emploi, l'habitat, du commerce et des services et du rural et de l'urbain. La loi autorise le gouvernement par voie d'ordonnance à rénover le code de l'urbanisme, et notamment à « clarifier les dispositions relatives aux établissements publics fonciers et d'aménagement et mieux distinguer le cadre juridique qui leur est applicable, en précisant leurs compétences et missions et en rénovant leur mode de gouvernance »;
Plusieurs articles renforcent la règlementation de la publicité extérieure (publicité, enseignes et préenseignes) ou l'interdisent dans un certain nombre de lieux et conditions. La publicité lumineuse et soumise à des conditions « d'économies d'énergie et de prévention des nuisances lumineuses ». Les pouvoirs du maire sont renforcés, s'il y a un règlement local de publicité, sinon la police de la publicité est faite par le Préfet. Un amendement du 22 mars 2012 édicte toutefois un allongement « de 2 à 6 ans du délai de mise en conformité des publicités, enseignes et pré-enseignes préexistantes à l'entrée en vigueur de la loi Grenelle II ».
Modifications
Face à la charge de travail des collectivités, le 17 novembre 2010, le Sénat a voté à l'unanimité le report à juillet 2013 (au lieu de janvier 2013) de la date avant laquelle les collectivités locales devront avoir mis en conformité de leurs documents d'urbanisme (PLU et SCOT) avec le Grenelle de l'environnement. L'assemblée nationale doit confirmer ce report.
La mise en conformité des SCOT et PLU par rapport à la loi Grenelle II, à la suite d'une nouvelle disposition législative introduite en 2011 (pour le domaine de l'urbanisme) rétablit la faculté de dépasser de 20 % les limites de gabarit et de densité d’occupation des sols dans des zones protégées, pour des constructions remplissant certains critères de performance énergétique ou comportant des équipements de production d'énergie renouvelable. Un nouvel article 20 accroit la période transitoire dont bénéficient les communes et établissements publics de coopération intercommunale (EPCI) pour mettre en conformité leurs SCOT et PLU avec les règles du Grenelle 2 (demande faites par certains députés en séance publique le 20 décembre 2010). Les SCOT et PLU approuvés avant le 12 janvier 2011 auront jusqu'au 1er janvier 2016 pour intégrer les dispositions du Grenelle 2. Les documents d’urbanisme en cours d’élaboration ou de révision approuvés avant le 1er juillet 2013, dont le projet de schéma ou de plan aura été arrêté avant le 1er juillet 2012, pourront opter pour l’application des dispositions antérieures. Ils auront ensuite jusqu’au 1er janvier 2016 pour intégrer les dispositions du Grenelle 2.
La loi vise aussi à favoriser la préservation du patrimoine bâti : elle remplace le dispositif des zones de protection du patrimoine architectural, urbain et paysager (ZPPAUP) par celui des aires de mise en valeur de l'architecture et du patrimoine (AVAP), dont les similitudes sont toutefois assez grandes, et introduit dans le Code de l'urbanisme (article L.123-1-5 7°) la possibilité d'identifier et localiser dans les plans locaux d'urbanisme les éléments de paysage et de patrimoine à protéger, mettre en valeur ou requalifier, et la précision de prescriptions.

### Biodiversité, espèces et milieux
Dans ce domaine :
- Espèces et milieux : Des plans d'actions nationaux concerneront les espèces menacées. Plusieurs mesures (dont d'acquisition foncière, qui a fait l'objet d'une évaluation financière[23]) visent une meilleure protection ou restauration des zones humides et de la « continuité écologique au sein des bassins hydrographiques », avec l'aide des Agences de l'eau et de certains conservatoires. Le code de l'environnement (art. L. 411-1) intègre la double notion d'habitat naturel et d'habitat d'espèces (art. 124). Les peines et amendes sont réévaluées (de « six mois d’emprisonnement et de 9 000 € d’amende », on passe à « un an d'emprisonnement et de 15 000 € d’amende » (art 126), sachant que l'amende est en outre doublée pour certaines infractions commises dans le cœur d'un parc national ou dans une réserve naturelle ;
- Protection de la mer : Elle devrait être améliorée par une stratégie nationale de gestion intégrée de la mer et du littoral (décret en attente), un Conseil national de la mer et des littoraux et un écolabel sur la pêche durable (Les critères de labellisation du label seront fixés « dans un référentiel dont les modalités d'élaboration et de contrôle de son application par des organismes accrédités sont fixées par décret »[24] ;
- Inventaire naturaliste : Un inventaire du patrimoine naturel spécifique à la Guyane est prévu (art 130) ;
- Conservatoires : L'état et la Région, pour une période déterminée agréent conjointement les conservatoires régionaux d'espaces naturels pour mieux préserver les « espaces naturels et semi-naturels notamment par des actions de connaissance, de maîtrise foncière et d’usage, de gestion et de valorisation du patrimoine naturel sur le territoire régional »[25] ;
- Trame verte et bleue : elle sera développée ou confortée puis mise à jour dans les régions (via les SRCE (schémas régionaux de cohérence écologique) et un comité régional “trames verte et bleue”, conformément à des orientations nationales pour la préservation et la remise en bon état des continuités écologiques, elles-mêmes proposées par un Comité national Trame verte et bleue. Ceci se fera avec l'aide de guides méthodologiques rédigés par le Comop TVB du Grenelle, et en intégrant les éléments pertinents des SDAGEs. Une agence pour la biodiversité a été évoquée Vers la création d’une agence nationale du patrimoine naturel ?, mais ne figure pas dans la loi qui évoque une « instance de gouvernance et de pilotage, ayant pour mission de contribuer à définir les objectifs à atteindre dans ce domaine et les programmes d'actions correspondants » (à créer avant le 31 décembre 2010) (art. 123).
- Les incidences sur les sites Natura 2000 doivent être mieux évaluées (Art. 125).

### Bruit
Dans ce domaine :
- Bruit et nuisances aériennes : Le champ de compétence de l'autorité de contrôle des nuisances sonores et aéroportuaires (ACNUSA est élargie à toutes les nuisances (à partir d'octobre 2010). Elle peut faire « des recommandations sur toute question relative aux nuisances environnementales générées par le transport aérien sur et autour des aéroports ». Les EPCI et communes peuvent maintenant saisir l'ACNUSA qui doit être consultée pour l'élaboration des SRCAE ou plans de protection de l'atmosphère s'ils sont concernés par certains aérodromes[27]. 
 « Un plan de gêne sonore commun est institué pour deux ou plusieurs aérodromes dont les zones de bruit se recouvrent partiellement et dont l’un au moins est soumis à l’obligation d’instituer un plan de gêne sonore (...)[27]» ;
- Bruit ferroviaire : Des mesures visent à réduire le bruit des trains (roulage et freinage[28] ;
- Sources sonores sous-marines d’origine anthropique : une telle source est qualifiées de pollution si « elle entraîne ou est susceptible d’entraîner des effets nuisibles pour les ressources vivantes et les écosystèmes marins, et notamment un appauvrissement de la biodiversité, des risques pour la santé humaine, des obstacles pour les activités maritimes, et notamment la pêche, le tourisme et les loisirs ainsi que les autres utilisations de la mer, une altération de la qualité des eaux du point de vue de leur utilisation, et une réduction de la valeur d’agrément du milieu marin ».

### Déchets
La responsabilité élargie des producteurs (telle que définie par l'Europe) est élargie aux produits consommés par les entreprises générant des déchets susceptibles d’être collectés dans les mêmes conditions que les déchets municipaux, avec notamment :
- un dispositif harmonisé de consignes de tri sur les emballages ménagers est à définir avant le 1er janvier 2011 et à appliquer avant le 1er janvier 2015[31] « Tout produit recyclable soumis à un dispositif de responsabilité élargie des producteurs fait l'objet d’une signalétique commune informant le consommateur que ce produit relève d’une consigne de tri »[31] ;
- Au-delà de 2 500 m2, et avant le 1er juillet 2011, les grands magasins vendant des produits alimentaires et de grande consommation devront proposer « à la sortie des caisses » « un point de reprise des déchets d’emballage issus des produits achetés dans cet établissement »[31] ;
- une nouvelle filière de collectes et traitement pour les déchets de soins (échéance non précisée), les déchets dangereux diffus, les meubles[32] et pneus est à créer avant le 1er janvier 2011, sous la responsabilité des producteurs (qui sans cela seront soumis à la TGAP) ;
- concernant les équipements électroniques ; quand ils sont vendus sous la seule marque d'un revendeur, ce dernier doit  « pourvoir ou contribuer à la collecte, à l'enlèvement et au traitement des déchets d'équipements électriques et électroniques en substitution de la personne qui fabrique, importe ou introduit sur le marché national ces équipements (...) quelle que soit la technique de vente utilisée, notamment la vente à distance et la vente électronique »[33]. En France, il existe quatre organismes prenant en charge le recyclage des équipements électriques et électroniques : Ecologic, Eco-systèmes et ERP sont généralistes, Récylum est spécialisé dans les lampes usagées ;
- une nouvelle signalétique, « appropriée », doit être apposée sur les contenants de produits chimiques « pouvant présenter un risque significatif pour la santé et l'environnement » (...) « pour éviter aux usagers de les faire collecter en mélange avec les déchets municipaux résiduels ». Ceci relève de la responsabilité de celui qui fabrique, importe ou introduit ces produits sur le marché national. Celui-ci doit « prendre en charge, ou faire prendre en charge par des sociétés spécialisées, techniquement et financièrement la collecte et le traitement des déchets ménagers des dits produits (contenants et contenus) », faute de quoi, il sera soumis à la taxe générale sur les activités polluantes[34]..
- Plans de réception et de traitement des déchets d'exploitation des navires et des résidus de cargaison, à mettre en place dans les ports maritimes décentralisés (Voir aussi à ce propos l'article Ecoport) ;
- Déchets ménagers : Les plans départementaux sont évalués tous les 6 ans et révisés avec des objectifs accrus de « prévention quantitative et qualitative à la source des déchets »[35], de tri et collecte sélective (dont de biodéchets, avec objectifs de valorisation - matière, y compris pour composts issus des déchets organiques). La loi limite les capacités et autorisations annuelles d’incinération et d'enfouissement de déchets ultimes et encourage les transports alternatifs (péniche, train à privilégier). De nouvelles échéances de révision et d'évaluation sont fixées. Les collectivités doivent définir avant 1er janvier 2012 un « programme local de prévention des déchets ménagers et assimilés » (avec des objectifs de réduction des quantités de déchet, et des mesures pour les atteindre, qui feront l'objet d'un bilan annuel) ;
- Déchets du bâtiment : Un diagnostic-déchets devient obligatoire pour la démolition ou réhabilitation de certains gros bâtiments. Création de plans départementaux de gestion des déchets du bâtiment et des travaux publics, avec obligation d’installation de stockage des déchets inertes, d'une collecte et d’une valorisation-matière.
- Fiscalité : Le législateur n'a pas souhaité introduire d'écotaxe, mais - expérimentalement et pour 5 ans - les communes, EPCI ou syndicat mixte peuvent sur tout ou partie de leur territoire moduler une part de la taxe d'enlèvement des ordures ménagères (TEOM) selon le poids ou volume des déchets, selon l'habitat ou le nombre de résidents). Dans un habitat collectif, la personne chargée de sa gestion est considérée comme l'usager du service public des déchets ménagers et procède à la répartition de la part variable entre ses occupants[36]. 
Les éco-organismes doivent être agréés pour 6 ans (renouvelable) par l'État. Ils ne doivent pas avoir de but lucratif, ils sont soumis à un cahier des charges fixé par arrêté interministériel et sont contrôlés par un senseur d'État[37]. 
L'écocontribution (taxe) qu'ils perçoivent peut être modulée selon « la prise en compte, lors de la conception du produit, de son impact sur l'environnement en fin de vie, et notamment de sa valorisation matière » (avant janvier 2012).

### Eau (Protection des eaux douces et marines, assainissement)
Dans ce domaine :
- L'irrigation groupée dispose de nouvelles possibilités d'encadrement (et de financement), dont via la chambre d'agriculture ;
- Taxes et Redevances : La taxe pour la gestion des eaux pluviales urbaines est précisée (art 165). 
La redevance à l'Agence de l'eau était triplée pour les élevages verbalisés. Désormais, il faut pour cela qu'ils soient aussi « condamnés pénalement au titre des réglementations relatives à la protection de la qualité des eaux[39] ». L'une des redevances dues par les pêcheurs à l'Agence est diminuée (« 4 euros par personne qui se livre à l'exercice de la pêche, pendant sept jours consécutifs (au lieu de quinze), au sein de certaines structure mentionnée(...) »[40]) ;
- Les Établissements publics territoriaux de bassin contribuent élaborer et suivre le SAGE (schéma d’aménagement et de gestion des eaux) et leur périmètre est précisé [41] et peuvent - dans certaines circonstances et avec des conditions - demander à l'Agence de l'eau une augmentation (doublement au maximum) de la redevance pour protection du milieu aquatique perçue pour prélèvement sur la ressource[42]. La loi crée un « Établissement public de l’État à caractère administratif pour la gestion de l'eau et de la biodiversité du marais poitevin »[43] (organisme à vocation de maîtrise d'ouvrage, mais non compétent pour la gestion des risques liés aux inondations).
- Une communauté d'agglomération peut au lieu et place des communes exercer une nouvelle compétence (l'une des trois obligatoires) : l'assainissement des eaux usées ainsi que la collecte et le stockage de ces eaux (si des mesures doivent être prises pour assurer la maîtrise de l'écoulement des eaux pluviales ou des pollutions apportées au milieu par le rejet des eaux pluviales. Elle peut aussi prendre en charge le traitement de ces pollutions dans les zones délimitées par la communauté[44] ;
- Assainissement non collectif[45]: il sera contrôlé par la commune qui vérifie la conformité et les risques liés aux installations, dont pour les installations neuves ou à réhabiliter. Le cas échéant, elle « établit un document précisant les travaux à réaliser pour éliminer les dangers pour la santé des personnes et les risques avérés de pollution de l’environnement » selon des modalités qui seront précisées par un arrêté interministériel. Elle peut faire exécuter les travaux prescrits dans le document de contrôle, en accord avec le propriétaire qui la remboursera. Sinon le propriétaire aura 4 ans pour faire ces travaux (le cas des travaux à faire après la vente d'une maison est pris en compte[46]). Certains dispositifs de traitement (« n'entrant pas dans la catégorie des installations avec traitement par le sol ») devront être agréés par les ministres chargés de l’environnement et de la santé. ». L'article 161 impose aux communes de réparer les fuites du réseau d'eau potable, à partir d'un certain seuil, faute de quoi le taux de la redevance pour l’usage “alimentation en eau potable” qu'elle doit à l'Agence de l'eau sera doublée (art 161). 
La commune doit (avant fin 2013) produire un schéma d'assainissement collectif incluant un descriptif détaillé des ouvrages de collecte et de transport des eaux usées, à mettre à jour à un rythme qui sera fixée par décret ;
- Des mesures concernent la protection des captages[47] ;
- Récupérer et utiliser des eaux pluviales est autorisé « pour l’alimentation des toilettes, le lavage des sols et le lavage du linge dans les bâtiments d’habitation ou assimilés est étendue aux établissements recevant du public[47]» » à condition de déclarer le dispositif en mairie. 
Si l'eau de pluie est destinée à la consommation humaine, « les informations relatives à la déclaration sont tenues à disposition du représentant de l'État dans le département, et transmises aux agents des services publics d’eau potable et de la collecte des eaux usées »[47] ;
- Milieu marin : Il est déclaré « patrimoine commun de la Nation ». « Sa protection, la conservation de sa biodiversité et son utilisation durable par les activités maritimes et littorales dans le respect des habitats et des écosystèmes marins sont d’intérêt général ». Une stratégie nationale de gestion intégrée de la mer et du littoral est prévue (décret en attente) qui devra décliner le « Plan d’action pour le milieu marin », à intégrer dans un chapitre spécifique du document stratégique de façade (prévu à l’article L. 219-3). La notion de pollution marine est précisée.

### Énergie et climat
Dans ce domaine...

#### Schéma régional du climat, de l'air et de l'énergie
Le schéma régional du climat, de l'air et de l'énergie (SRCAE)doit être produit avant un an par le préfet de région et le président du conseil régional (du Président du conseil exécutif en Corse) après consultation des collectivités territoriales concernées et de leurs groupements (art. 68).
- Il fixe des objectifs de maîtrise de l’énergie (à l’horizon 2020 et 2050) conformes aux orientations qu'il a défini pour atténuer les effets du changement climatique et s'y adapter, diviser par quatre les émissions françaises de gaz à effet de serre entre 1990 et 2050. 
-Il fixe aussi des orientations pour atteindre des normes de qualité de l’air (mentionnées à l’article L. 221-1) et diminuer la pollution de l'air, en définissant donc des « normes de qualité de l'air propres à certaines zones lorsque les nécessités de leur protection le justifient ». 
- Il fixe par zones géographiques, « les objectifs qualitatifs et quantitatifs à  atteindre en matière de valorisation du potentiel énergétique terrestre, renouvelable et de récupération et en matière de mise en œuvre de techniques performantes d'efficacité énergétique telles que les unités de cogénération, notamment alimentées à partir de biomasse, conformément aux objectifs issus de la législation européenne relative à l'énergie et au climat[50] ».
- Ce schéma régional du climat, de l’air et de l’énergie vaut schéma régional des énergies renouvelables au sens du III de l’article 19 de la loi n° 2009-967 du 3 août 2009 de programmation relative à la mise en œuvre du Grenelle de l'environnement.
- Le schéma régional éolien en constitue un volet annexé, définissant les zones favorables au développement de l'énergie éolienne, en cohérence avec les objectifs européens sur l'énergie et le climat (art. 90)».
- Ce SRCAE peut intégrer le Plan climat-énergie territorial (PCET) des Régions[51].

Procédure : Le projet de schéma est élaboré (« en compte les aspects économiques ainsi que sociaux ») sur la base de :
- un inventaire régional des émissions de polluants atmosphériques et de gaz à effet de serre,
- un bilan énergétique régional
- une évaluation régionale du potentiel énergétique, renouvelable et de récupération,
- une évaluation régionale des améliorations possibles en matière d’efficacité énergétique,
- une évaluation régionale de la qualité de l'air et de ses effets sur la santé publique et l’environnement (rem : dans le même temps les PRSE2 sont en cours d'élaboration)
- Ce projet de SRCAE est soumis à consultation publique (au moins durant 1 mois, et dont sous format électronique), puis soumis pour approbation au Conseil régional avant d'être arrêté par le préfet de région.
- Le SRCAE est évalué après 5 ans, et éventuellement révisé.
- Les modalités d'application seront précisées par Décret en Conseil d'État.
- Ajustement d'autres plans en cours : Les plans régionaux pour la qualité de l'air (PRQA) déjà établis ou en cours restent valables s'ils sont conformes au code de l'environnement avant qu'il soit modifié par la loi Grenelle II. « Pour les plans de déplacements urbains approuvés avant l'adoption du schéma régional du climat, de l’air et de l’énergie, l’obligation de compatibilité avec ce schéma (...) s’applique lors de la révision du plan ».

Ces schémas ont été remaniés par la loi NOTRe et la loi du 22 août 2021. 

#### Bilan des émissions de gaz à effet de serre
- Le Bilan des émissions de gaz à effet de serre (GES) (art. 75 codifié à l'article L. 229-25 du Code de l'environnement) est à réaliser avant le 31 décembre 2012, selon une méthode gratuitement mise à disposition des collectivités concernées. Il porte sur le patrimoine et les compétences de l'entité qui le produit. Il est public et mis à jour tous les 3 ans. Il est obligatoire pour les personnes morales de droit privé employant plus de 500 personnes (250 en outre-mer). Il l'est aussi pour l'État et certaines collectivités (régions, départements, communautés urbaines, communautés d'agglomération et communes ou communautés de communes de plus de 50 000 habitants) et toutes autres personnes morales de droit public employant plus de 250 personnes qui doivent y adjoindre une synthèse des actions envisagées pour réduire ces émissions.
- En région, le préfet et le président du conseil régional coordonnent la collecte des données, font un état des lieux et vérifient la cohérence des bilans.

#### Données pour l'évaluation
- les données permettant d’élaborer et d'évaluer les SRCAE et les PCET, et un« bilan détaillé de la contribution du concessionnaire aux plans climat-énergie territoriaux qui le concernent » doivent être comprises dans les données tenues à disposition des autorités concédante, par les organismes de distribution d'électricité et de gaz (avec les informations économiques, commerciales, industrielles, financières ou techniques utiles à l'exercice des concédants, dans les conditions prévues par la Loi[53]. La valeur brute, la valeur nette comptable et la valeur de remplacement des ouvrages concédés sont, notamment, communiquées chaque année[54].

#### Plan climat-énergie territorial
- Plan climat-énergie territorial (PCET) (Art. 75) définit pour la collectivité qui l'établie (et en tenant donc compte de ses compétences) et en tenant compte de son bilan des émissions de GES :
  - 1° des objectifs stratégiques et opérationnels pour la collectivité visant à la fois une lutte efficace contre le réchauffement climatique et une adaptation ;
  - 2° un programme d'actions visant notamment l'efficacité énergétique, une croissance des énergies renouvelables, de moindres émissions de GES (conformément à la législation européenne) ;
- 3° Un dispositif de suivi et d'évaluation des résultats.
- Certains organismes de propriétaires ou gestionnaires de logements concernés[55] peuvent donner un avis (s'ils le demandent) sur le projet de PCET (Art. 75 du Grenelle II, et Article L229-26 du Code de l'environnement);
- Ce PCET est public et mis à jour tous les 5 ans. Il doit être compatible avec le SRCAE. Les départements l'intègrent dans leur rapport sur la situation en matière de développement durable (Art. 75), ainsi que les communautés d'agglomération ou de communes de plus de 50 000 habitants[56] ;
- Ce PCET a valeur de « volet climat » pour tout projet territorial de développement durable ou Agenda 21 local en cours d'élaboration (Art. 75) .

#### Énergies renouvelables (art 71, 84 à 86)
- Un « comité de suivi des énergies renouvelables » est créé, au sein du Conseil supérieur de l'énergie, pour « évaluer la progression vers l’objectif de 23 % d'énergies renouvelables dans la consommation d'énergie finale en 2020 » (art 84)
- Les gestionnaires des réseaux publics de transport et de distribution d’électricité voient (art. 71) leurs missions élargies aux mers territoriales, plateau continental et zone économique maritime pour le raccordement aux réseaux publics terrestres qu'ils exploitent.
- Ils doivent élaborer un schéma régional de raccordement au réseau des énergies renouvelables, à faire approuver par le préfet dans les 6 mois suivant l'établissement du SRCAE. 
 « Les capacités d’accueil de la production prévues dans le schéma régional de raccordement au réseau des énergies renouvelables sont réservées pendant une période de dix ans au bénéfice des installations de production d’électricité à partir de sources d'énergie renouvelable ». (art. 71) ;
- Les collectivités peuvent dans certaines conditions prolonger une DSP (délégation de service public), et classer (pour 30 ans au maximum, et après avis de la commission consultative des services publics locaux) « un réseau de distribution de chaleur et de froid existant ou à créer situé sur son territoire, lorsqu’il est alimenté à plus de 50 % par une énergie renouvelable ou de récupération, qu’un comptage des quantités d’énergie livrées par point de livraison est assuré et que l’équilibre financier de l’opération pendant la période d’amortissement des installations est assuré au vu des besoins à satisfaire, de la pérennité de la ressource en énergie renouvelable ou de récupération, et compte tenu des conditions tarifaires prévisibles. Les réseaux existants font l’objet d'un audit énergétique examinant les possibilités d'amélioration de leur efficacité énergétique. » (Art 85). Les collectivités doivent veiller à la bonne coordination des différents plans de développement des réseaux d’énergie et peuvent obliger certains bâtiments très énergivores, neufs ou en rénovation lourde à se raccorder au réseau (dans les zones délimitées par le ou les périmètres de développement prioritaire). Un décret en Conseil d'État doit préciser certaines conditions d'application du texte (contrôle, évaluation, seuils de décision et dérogation..) (art. 85).
- Tout réseau de chaleur doit se doter d’un système de comptage de l'énergie livrée aux points de livraison avant mi-2015 (art 86), et les bâtiments réhabilités pourront justifier d'une renégociation de la puissance souscrite (art 87).
- À certaines conditions, les Départements, Régions et EPCI, sur leurs territoires, peuvent aménager, exploiter, faire aménager et faire exploiter des installations de production d’électricité en bénéficiant de l'obligation d'achat de l’électricité[57], dans un délai maximum fixé par la loi (art 88). De même pour toute personne morale (quelle que soit la mission pour laquelle elle a été constituée) peut exploiter une installation de production d’électricité utilisant l’énergie radiative du soleil dont les générateurs sont fixés ou intégrés aux bâtiments dont elle est propriétaire, en bénéficiant de l'obligation d'achat de l’électricité, qui est par ailleurs élargie à « l'énergie marine, l'énergie solaire thermique ou l'énergie géothermique ou hydrothermique » ; « Les installations dont la puissance installée par site de production est inférieure ou égale à un seuil, dépendant du type d’énergie utilisée et fixé par décret en Conseil d'État, sont réputées autorisées d'office au titre de l’article 7 ». Les moulins à vent ou à eau réhabilités pour la production d’électricité peuvent demander à vendre leur courant au réseau public électrique (art 89).
- Les éoliennes implantées dans une zone de développement de l'éolien terrestre (définie par le préfet), sur le domaine public maritime ou dans la zone économique exclusive ainsi que les installations solaires, géothermiques, hydrothermiques ou utilisant l'énergie marine doivent constituer des unités de production composées d'un nombre de machines électrogènes au moins égal à cinq (sauf si le permis de construire a été demandé avant publication de la loi Grenelle II, ou si la machine électrogène a une puissance de moins de 250 kilowatts et un mât de moins de 30 mètres) ;
- Hydroélectricité : Lors de renouvellement ou nouvelle concession, la part de la redevance (créée en 1919[58]) due à l'état et affectée aux départements où passent les cours d'au va diminuer (1/3 contre 40 % avant), mais 1/6e de la redevance ira aux communes (art 91) ; la répartition entre communes se fait à proportion de la puissance moyenne hydraulique rendue indisponible dans chaque commune « du fait de l'exploitation de l'ouvrage hydroélectrique ».
- Biogaz : il fait l'objet d'une obligation de rachat (avec si nécessaire une « procédure de désignation de l'acheteur de dernier recours »), pour certains producteurs et dans des conditions à préciser par décret et « Les surcoûts éventuels qui en résultent pour le fournisseur font l’objet d’une compensation », mais le producteur aura certaines obligations, et un dispositif de « garantie d'origine » du biogaz est créée. (art 92)
- Bois ; Les bénéficiaires de bois d'affouage délivrés en nature par les communes disposant de forêts ne sont plus autorisés à le vendre (art 93)

#### Gouvernance (art 224 à 238)
Cette loi étend les obligations d'information environnementale et de concertation avec un public à mieux informer. Elle encourage et encadre l'affichage environnemental. Elle étend la responsabilité des sociétés-mères pour les dommages environnementaux causés par leurs filiales, y compris sociétés, entreprises ou compagnies de crédit, d'investissement, financières, quelle que soit leur forme juridique. 
Conformément au droit européen, elle réforme certains outils juridiques et techniques d'information et de participation du public (études d'impact et enquêtes publiques type « Bouchardeau », procédures de concertation et Commission nationale du débat public).
- Plus de transparence et de responsabilité dans le monde du commerce : une société d'investissement à capital variable ou une société de gestion doit désormais produire, écrire et évaluer ses objectifs et critères « sociaux, environnementaux et de qualité de gouvernance », dans son bilan annuel, et vers ses souscripteurs. La société doit préciser comment elle exerce « es droits de vote attachés aux instruments financiers résultant de ces choix »[60] ; Dès janvier 2011, certaines grandes sociétés (celles dont les titres sont échangés sur un marché réglementé ou dont le bilan ou chiffre d'affaires ou nombre de salariés excèdent des seuils fixés par décret) doivent préciser la manière dont elles prennent « en compte les conséquences sociales et environnementales » de leur activité, ainsi que leurs « engagements sociétaux »[61], pour elles et leurs filiales et sociétés qu'elles contrôlent. « Les institutions représentatives du personnel et les parties prenantes participant à des dialogues avec les entreprises peuvent présenter leur avis sur les démarches de responsabilité sociale environnementale et sociétale des entreprises en complément des indicateurs présentés », et tous les 3 ans, le gouvernement produit un rapport sur la manière dont il promeut en France et dans le monde la responsabilité sociétale des entreprises[61] ;
- Les informations socio-environnementales : elles deviennent obligatoires, et à faire vérifier par un « organisme tiers indépendant » (à partir du 31 décembre 2011 ou de 2016, selon les types d'entreprise). Les oublis ou lacunes sont signalées par ce tiers (selon des modalités fixées par décret). Cette vérification donnera lieu à un avis. Cet avis doit être transmis aux actionnaires ou associés, avec le rapport du conseil d’administration ou du directoire. Un décret listera les informations obligatoires, « en cohérence avec les textes européens et internationaux, ainsi que les modalités de leur présentation de façon à permettre une comparaison des données ».
- Responsabilité solidaire : une société en contrôlant une autre (en état majoritaire dans son capital, parce qu'il s'agit d'une filiale, ou par d'autres moyens) doit assumer - en cas de défaillance de la seconde « tout ou partie des obligations de prévention et de réparation qui incombent à cette dernière »[62]. Lors d'une liquidation judiciaire d'IPCE, s'il y a faute caractérisée de la société mère ayant contribué à une insuffisance d’actif de la filiale, des poursuites peuvent contraindre la société-mère à financer tout ou partie de la remise en état du ou des sites en fin d'activité[63].
- Affichage environnemental et allégations : Pour les produits et emballages : affichage du contenu carbone et de certains impacts (« consommation de ressources naturelles (...)impact sur les milieux naturels qui sont imputables à ces produits au cours de leur cycle de vie »), expérimentalement et pour 1 an, à partir du 1er juillet 2011(art 228). Un bilan sera suivi d'un autre décret précisant les modalités de généralisation de cette information. 
Tout transporteur (de bien ou personnes), taxi, déménageur y compris devra fournir au bénéficiaire la quantité de CO2 émise par l'opération (les modalités dont méthodes de calcul et calendrier seront fixés par décret) (art 228). Toute publicité pour un produit soumis à étiquetage énergétique communautaire, et affichant un prix de vente, devra mentionner la classe énergétique du produit aussi clairement que le prix de vente » ; Un décret définira les « exigences de précision, de vérification et de prise en compte des éléments significatifs du cycle de vie des produits dans l’élaboration des allégations à caractère environnemental ou utilisant les termes de développement durable ou ses synonymes[64] ».
- Associations : Les associations agréées au titre de l'environnement, et certaines associations régulièrement déclarées depuis au moins cinq ans à la date des faits, peuvent se porter partie civile concernant les pratiques commerciales et les publicités trompeuses ou de nature à induire en erreur quand ces pratiques et publicités comportent des indications environnementales ainsi qu'aux textes pris pour leur application.
- Études d'impact : Leur objet ne change pas : elles concernent tout « projets de travaux, d'ouvrages ou d'aménagements publics et privés qui, par leur nature, leurs dimensions ou leur localisation sont susceptibles d'avoir des incidences notables sur l'environnement ou la santé humaine », mais certains critères et seuils sont précisés, et elles sont simplifiées pour respecter 2 modèles (contre 180 antérieurement). Les critères et seuils seuils réglementaires fixant l'obligation d'étude d'impact tiendront compte des recommandations de l'Europe. L'exclusion d'obligation d'enquête ne se fera plus sur la base du seul critère financier (qui n'a pas de sens objectif en termes d'impact, et que la Cour de justice de l'Union européenne a condamné)[65]), mais un « examen au cas par cas » peut aussi être effectué par l'État. Elles doivent être plus globales ou unique dans le cas de projets conjoints ou échelonnés dans le temps, même s'ils sont réalisés par des maîtres d'ouvrage différents. Après enquête, si l'autorité est favorable au projet, elle fixe « les mesures à la charge du pétitionnaire ou du maître d’ouvrage destinées à éviter, réduire et, lorsque c'est possible, compenser les effets négatifs notables du projet sur l'environnement ou la santé humaine ainsi que les modalités de leur suivi ». L'autorité publie au minium : la teneur et les motifs de la décision, les conditions éventuellement assortie, les mesures « destinées à éviter, réduire et, lorsque c’est possible, compenser les effets négatifs notables du projet sur l’environnement ou la santé », les informations sur le processus de participation du public, les lieux où l'étude peut être consultée. Sauf en situation d'urgence, quand une étude d'impact est obligatoire mais que la consultation publique ne l'est pas, le pétitionnaire ou le maître d'ouvrage met l'étude d'impact à disposition du public (durant au moins 15 jours, et le public étant prévenu au moins 8 jours avant), avant toute décision. Il fournit aussi la demande d'autorisation, le nom des autorités compétentes pour décider, et ceux des personnes pouvant renseigner le public sur le projet, et - quand ils sont obligatoires - les avis émis d'autorités administratives sur le projet. « Les observations et propositions recueillies au cours de la mise à disposition du public sont prises en considération par le pétitionnaire ou le maître d’ouvrage et l’autorité compétente pour prendre la décision ». Le degré de précision des informations à fournir sera précisé par un décret. Le pétitionnaire ou maître d’ouvrage peut demander une réunion de concertation (organisée par l’autorité compétente). L'étude doit intégrer une analyse couts/bénéfices des projets. Tout projet de plus de 150 M€ fait l'objet d'une consultation publique en amont. 
La loi n'allège cependant pas « la règle du secret qui fait obstacle à l’information environnementale », ont regretté des juristes telles que Corinne Lepage[66] ou Marie-Béatrice Lahorgue[67]. La proposition de la mission Lepage de ne pas autoriser le secret concernant « toutes les données relatives à l'impact sanitaire et environnemental lié au fonctionnement d'une entreprise ou aux conséquences d'un produit ou d'un service, que ces informations soient ou non obligatoirement communiquées à l'administration[66] » n'a pas été retenue.

- information et Concertation sur les projets, plans, programmes et autres documents de planification (art 245, applicable 6 mois après parution d'un décret[68]); Plusieurs nouveaux articles du code de l'environnement permettent (sauf dispositions légales plus précises) à la personne (ou entité) responsable d'un projet, plan ou programme ou décision (au sens de l'article L. 123-2 du code de l'environnement) de « procéder, à la demande le cas échéant de l'autorité compétente pour prendre la décision, à une concertation préalable à l'enquête publique associant le public pendant la durée d'élaboration du projet, plan, programme ou décision ». « Dans le dossier déposé auprès de l'autorité administrative en vue de l'enquête publique, cette personne précise les concertations déjà menées ainsi que la façon dont est conduite la concertation entre le dépôt de son dossier et le début de l'enquête ». L'autorité compétente peut aussi demander l'organisation d'une concertation avec un comité rassemblant des représentants de l'État, des collectivités territoriales concernées par le projet, d'associations ou fondations[69], des organisations syndicales représentatives de salariés et des entreprises. Un projet de modification d'installation nucléaire de base (INB) qui pourrait changer sa consommation d'eau ou ses rejets doit être mis à « disposition du public » mais non soumis à enquête publique[70]. 
Un autre article (246[71]) impose au maître d'ouvrage (ou à la personne publique responsable du projet) d'informer la Commission nationale du débat public, pendant la phase postérieure au débat public jusqu'à l'enquête publique, des modalités d'information et de participation du public mises en œuvre ainsi que de sa contribution à l'amélioration du projet. La commission peut émettre des avis et recommandations sur ces modalités et leur mise en œuvre. Le porteur du projet peut demander à la commission de désigner un « garant chargé de veiller à la mise en œuvre des modalités d'information et de participation du public ».
- Chasse : Un article (art.143) précise la gouvernance de la chasse dans le parc national des Cévennes ; ».

#### Usages rationnels et économes de l'énergie
Les économies d'énergie deviennent obligatoires pour :
1. Les personnes morales vendant des carburants automobiles au delà d'un seuil de ventes annuelles (fixé par décret en Conseil d’État). Après 3 ans un bilan est présenté par le Gouvernement au Parlement[72];
2. Les personnes morales vendant du gaz, Fioul/fioul domestique, de la chaleur, du froid ou de l'électricité, au consommateur final, au delà d'un seuil de ventes annuelles (fixé par décret en Conseil d’État). Pour le fioul domestique, cette obligation ne concerne que les ventes dépassant ce seuil[72] ;
3. « Les vendeurs cités aux 1° et 2° sont libérés de ces obligations s'ils réalisent (directement ou indirectement) des économies d’énergie, ou s'ils acquièrent des certificats d'économies d'énergie (CEE) ; « Une part de ces économies d'énergie doit être réalisée au bénéfice des ménages en situation de précarité énergétique » et dans une certaine mesure via programmes d’information, de formation et d’innovation [72].

- Les acteurs cités ci-dessus (au 1° et 2°) peuvent se regrouper dans une structure réalisant en leur nom des économies d'énergie ou pour acquérir des certificats d'économies d'énergie. Une pénalité est prévue pour ceux qui ne pourront présenter de certificats d'économies d'énergie (pénalité maximale de 0,02 euros par kilowattheure, avec une pénalité supplémentaire de 10 % du montant dû par semestre de retard). Le cas des clients bénéficiant de tarifs de vente d'énergie réglementé est pris en compte[72]. Un décret en Conseil d'État fixera les conditions d'application de ces obligations.
- Les collectivités publiques ne peuvent obtenir de certificat que pour des actions portant sur leur propre patrimoine ou dans le cadre de leurs

compétences (art 78).
- Certaines actions en faveur des ménages les plus défavorisés et d'information, formation et innovation en faveur de la maîtrise de la demande énergétique, notamment via la mobilité durable et les véhicules propres (moins émissif en CO2) pourra donner lieu à des certificats d'économies d’énergie. Les actions éligibles seront précisées dans un arrêté ministériel.
- Un décret pourra prescrire à certains fournisseurs d'énergie (électricité, gaz ou chaleur) de communiquer périodiquement aux consommateurs finals domestiques un bilan de leur consommation énergétique accompagné d'éléments de comparaison et de conseils pour réduire cette consommation et une évaluation financière des économies éventuelles[73].

Le régime ICPE intègre désormais une rubrique « utilisation rationnelle de l'énergie » comme motivation de classement ;

#### Stockage et puits de carbone (art 80, 83)
- Un rapport du Gouvernement au Parlement portera sur « l’évaluation des puits de carbone retenu par les massifs forestiers » et leur « possible valorisation financière pour les territoires » (art 83).
- Un chapitre sur la recherche de formations souterraines aptes au stockage géologique de dioxyde de carbone (hors « de dioxyde de carbone à destination industrielle. ») est ajouté au Code de l'environnement. Il confirme l'obligation d'obtenir un permis exclusifs de recherche de stockage souterrain de dioxyde de carbone, l'application du code minier. Il précise la nature du fluide dont l'injection peut être autorisée, les conditions des essais d'injection, les modalités de règlement de litiges éventuels. Il dispose que le transport de CO2 par canalisations, même pour un essai d'injection, sera[74] d'intérêt général (au sens de la loi de 1965 relative au transport des produits chimiques par canalisations[75]. Le classement en ICPE est possible (art. 82)

## Historique (déroulement législatif)
Dans le contexte de crise écologique, climatique et économique des années 2008, 2009, le gouvernement a déclaré l'urgence pour ce texte (une seule lecture devant chaque chambre du Parlement a donc avoir lieu, au lieu des classiques navettes entre l'Assemblée nationale et le Sénat).
- Début 2008 ; à la suite des travaux du Grenelle 1 et parallèlement à ceux-ci ; les services de l'état commencent à rédiger des éléments d'un avant projet de texte, sur la base des propositions retenues parmi les travaux des 33 chantiers opérationnels. Ce projet est inhabituel par son caractère pluridisciplinaire et transversal ainsi que par sa taille (7 titres traitant du bâtiments et de l'urbanisme, des transports, de l'énergie, de la biodiversité, des risques, de la santé environnementale, des déchets et de la gouvernance, en 104 articles). 
Du point de vue de la préparation technique, ce projet de loi est principalement suivi par le MEEDDAT (devenu MEEDDM durant la période de préparation). Au sénat quatre rapporteurs ont été nommés par la Commission de l'Économie, du Développement durable et de l'Aménagement du territoire (Dominique Braye pour l’urbanisme et les déchets, Louis Nègre pour les transports et les risques, Bruno Sido pour l'énergie et la biodiversité et Daniel Dubois pour la gouvernance). Les 27 mai, 10 et 11 juin, et 8 juillet 2009, 1 089 amendements ont été examinés par la commission. Le texte adopté a intégré 349 amendements. Il sera la base de la discussion en séance publique du sénat (nouvelle procédure consécutive à la révision constitutionnelle).
- Juillet 2008 : Début des consultations sur le projet de loi Grenelle II
- 23 septembre 2008 : Un projet de loi Grenelle II comportant 104 articles est présenté par le Ministre de l’Écologie et du Développement durable lors d’une réunion du Comité de suivi du Grenelle de l’environnement.
- 12 janvier 2009 : Dépôt au Sénat du projet de loi portant engagement national pour l’environnement
- Du 9 juin au 8 juillet 2009 ; Premier examen, au Sénat, du Projet de Loi Grenelle II, par la Commission de l'Économie, du Développement durable et de l'Aménagement du territoire. 
La commission de la Culture, de l'Éducation et de la Communication[76] et la commission des lois constitutionnelles, de Législation, du Suffrage universel, du Règlement et d'Administration générale[77] ont aussi donnés leurs avis sur ce texte.
- À partir du 15 septembre 2009 : Le Sénat commence son travail sur le projet de loi Grenelle II (titre par titre, et en se prononçant sur les avis donnés par les 3 commissions citées ci-dessus), alors que dans le même temps, les élus de l'Assemblée nationale s'appuieront sur des auditions d'experts et acteurs de la société civile invités par les rapporteurs pour affiner la préparation de leurs avis (également pour chacun des titres de la loi). Les commissions de l’Assemblée Nationale donneront alors leurs avis sur le texte voté au Sénat.
- La version finale du texte a été votée dans son intégralité le 28 juin 2010[78], dans la version élaborée par une commission mixte paritaire. La loi a été promulguée le 12 juillet 2010.
- De nombreux décrets et arrêtés doivent encore être pris à partir de 2010 pour en décliner le contenu. Certains projets de décrets seront soumis à consultation (par exemple le projet de décret réglementant la pollution lumineuse (Grenelle), en aout/septembre 2010[79]

Parcours législatif
- Travaux préparatoires : loi no 2009-967
- Assemblée nationale : Projet de loi n° 955 ; Rapport de M. Christian Jacob (au nom de la commission des affaires économiques), n° 1133 ; Avis de M. Eric Diard (au nom de la commission des lois), n° 1125 ; Discussion les 8, 9, 13 à 17 octobre puis adoption le 21 octobre 2008 (TA n° 200).
- Sénat : Projet de loi, adopté par l'Assemblée nationale, n° 42 (2008-2009) ; Rapport de M. Bruno Sido (au nom de la commission des affaires économiques), n° 165 (2008-2009) ; Discussion les 27 à 30 janvier, 3 à 6 et 10 février 2009 puis adoption le 10 février 2009 (TA n° 49).
- Assemblée nationale : Projet de loi, modifié par le Sénat, n° 1442 ; Rapport de M. Christian Jacob, au nom de la commission des affaires économiques, n° 1692 ; Discussion les 10, 11 et 15 juin 2009 puis adoption le 17 juin 2009 (TA n° 301).

Sénat : Projet de loi, adopté avec modifications par l'Assemblée nationale, n° 472 (2008-2009) ; Rapport de M. Bruno Sido au nom de la commission des affaires économiques), n° 488 (2008-2009) ; Texte de la commission n° 489 (2008-2009) ; Discussion le 1er juillet 2009 puis adoption le 1er juillet 2009 (TA n° 104).
- Assemblée nationale : Projet de loi, modifié par le Sénat en deuxième lecture, n° 1795 ; Rapport de M. Christian Jacob (au nom de la commission mixte paritaire), n° 1864 ; Discussion puis adoption le 23 juillet 2009 (TA n° 325).

Sénat : Rapport de M. Bruno Sido, rapporteur (au nom de la commission mixte paritaire), n° 581 (2008-2009) ; Discussion et adoption le 23 juillet 2009 (TA n° 128).

### Amendement du texte initial (par grands thèmes)

#### Bâtiment et Urbanisme
C'est le titre 1er de la loi, qui comprend 15 articles regroupés en 2 chapitres ; « Amélioration de la performance énergétique des bâtiments » (neuf et existant) et « Modifications du Code de l’urbanisme ».
Depuis le 1er janvier 2008, des études de faisabilité énergétiques étaient déjà obligatoires pour les bâtiments de plus de 1 000 m2 de surface hors œuvre nette, avant de demander le permis de construire. Dans un premier temps la commission sénatoriale a d'abord ajouté au projet initial ;
- l'affichage des performances énergétiques dans les annonces immobilières
- un rôle renforcé des schémas de cohérence territoriale (SCOT) visant une meilleure cohérence les politiques locales d'urbanisme, d'habitat et de transport.

Les sénateurs ont confirmé ;
- Pour le secteur tertiaire (Commerces, services...) : obligation de travaux d'amélioration énergétique des bâtiments dès 2012 (et dans un délai de 8 ans). Les sénateurs ont supprimé 2 mesures qui avaient été adoptées en commission des Affaires économiques : sur extension aux communes de l'éco-prêt à taux zéro ; possibilité pour des propriétaires d'augmenter le loyer au motif d'une amélioration de la performance énergétique à la suite des travaux qu'il aurait fait.

#### Transport
Dans un premier temps (avant examen en séance plénière) la commission sénatoriale a d'abord ajouté au texte initial ;
- une taxe sur les plus-values immobilières effectives liées à la réalisation d'un élément du réseau de transport collectif, pour contribuer au financement des nombreux projets de transport qui devraient être suscités par le Grenelle.

#### Énergie-climat
Dans un premier temps (avant examen en séance plénière) la commission sénatoriale a d'abord ajouté au texte initial ;
- synthèse obligatoire des actions prévues pour diminuer les émissions de gaz des entreprises de plus de 500 personnes et des collectivités de plus de 50 000 habitants, à joindre à leurs bilans de gaz à effet de serre ;
- report d'un an de l'intégration des éoliennes dans le régime ICPE.
- création d'un Schéma régional du climat, de l'air et de l'énergie.

#### Biodiversité/Trame verte et bleue
Dans un premier temps (avant examen en séance plénière) la commission sénatoriale a d'abord ajouté au texte initial ;
- concernant la Loi Littoral : un article autorisant l'implantation d'installations agricoles (ex: bergeries en prés salés littoraux) à moins de 100 mètres du rivage (zone protégée par la loi littoral). Cet article été retiré (septembre 2009) par les sénateurs qui ont été dans le sens de l'avis de Benoist Apparu (Secrétaire d’État au Logement et à l'Urbanisme) qui craignait un affaiblissement de la loi Littoral et la simple mise aux normes de bâtiments agricoles existants sans contraintes nouvelles de rejets ;
- réglementation précisée concernant la vente et l'usage de pesticides (épandage aérien et modalités concernant les bandes enherbées de cinq mètres le long des cours d'eau) ;
- création de comités nationaux et régionaux associant l'ensemble des acteurs à l'élaboration et la gestion de la trame verte et bleue ;
- limitation des conditions d'acquisition de zones humides à fin de protection, gestion et restauration par les agences de l'eau ;
- réduction du dispositif d'incitation à la réduction des fuites d'eau en réseaux aux zones où la ressource en eau est critique.

Au premier examen par le Sénat :
- paysage : des règlements locaux cadreront la publicité extérieure, qui sera interdite hors des agglomérations (sauf dans les aéroports, gares et centres commerciaux) ; le sénat a intégré des propositions faites en juin 2009 par le sénateur Ambroise Dupont (UMP). Le maire, via un « règlement local de publicité » pourra restreindre la publicité dans certaines zones (près des écoles et des ronds-points), sans pouvoir l'interdire sur les palissades de chantier sauf en zone de protection de site classé ou de monuments historiques. Les bâches publicitaires d'échafaudage comportant de la publicité devront être autorisée par arrêté municipal. Un décret précisera les prescriptions nationales pour l'emplacement, la densité, les surfaces, hauteurs, entretien ;
- protection de l'Environnement nocturne : un décret précisera les conditions de publicité lumineuse (incluant aspects économie d'énergie.

#### Santé-environnement
Dans un premier temps (avant examen en séance plénière), la commission sénatoriale a d'abord ajouté au texte initial :
- intégration des publicités et enseignes lumineuses dans le texte cadrant les « pollutions lumineuses »,
- seuil relevé de 12 à 14 ans pour l'interdiction de la publicité en matière de téléphonie mobile, interdiction d'usage du téléphone portable par les élèves de maternelles et école élémentaire, et dans les collèges.

#### Gouvernance
Dans un premier temps (avant examen en séance plénière), la commission sénatoriale a d'abord ajouté au texte initial :
- Déchets et gouvernance ; responsabilité élargie du Producteur (REP) pour la filière d'ameublement des ménages,
- Écoéligibilité : Utilisation obligatoire de critères environnementaux dans le choix des investissements proposés par les gestionnaires de portefeuilles,
- Obligation de reporting environnemental pour les filiales françaises aussi..

## Débats
- Mer : Un grenelle de la mer ayant eu lieu durant la préparation de la loi et n'ayant pu y être initialement intégré, le gouvernement a proposé via plusieurs amendements que les conclusions et engagements de ce travail le soient intégrés dans le texte par la Commission ad hoc du Sénat.
- Rôle des Architectes des bâtiments de France (ABF). L'avis conforme des ABF pour les permis de construire en zone protégée présentant un intérêt architectural, urbain ou paysager, devait selon les conclusions des discussions du Grenelle 1 être supprimé (avec accord du gouvernement et des députés). Les sénateurs ont en septembre 2009 proposé de rétablir cet avis-conforme (mais, comme pour l'Eco-PTZ qui devait être étendue aux collectivités, la discussion n'est pas close en septembre 2009 rappelait Dominique Braye[80].

## Critiques
Mi-septembre 2009, la fédération FNE (France Nature Environnement), l'un des principaux partenaires environnementaux du Grenelle de l'environnement publie son bilan, qu'elle juge "contrasté".
- La FNE y regrette l'abandon dans le texte de la Commission de l'Économie, du Développement durable et de l'Aménagement du territoire de « la totalité des amendements relatifs aux transports et de la plupart de ceux soutenus en matière de bâtiment et d’urbanisme ». Elle y reconnaît certains progrès faits dans le domaine des transports, de l'agriculture et de la biodiversité, mais avec des problèmes persistants sur la définition de la Trame Verte et Bleue et son opposabilité aux grandes infrastructures.
- Elle alerte sur le fait que le Grenelle II devrait être plus qu'un simple « catalogue de mesures ».
- Elle juge que persistent certaines lacunes (sur l’eau, sur les risques industriels, le manque d'outils concrets de maîtrise de la périurbanisation et la reconquête des centres-villes ; engagement 48 du Grenelle). Elle déplore que pour les performances thermiques dans l'habitat, le projet de loi ait fixé une obligation de moyen plutôt qu'une obligation de résultat.
- La FNE estime que le seuil visé de 150 kWh/m2/an pour les réhabilitations thermiques est trop laxiste et qu'il pourrait et devrait être fixé à 80 kWh/m2/an.
- La FNE déplore aussi une revue à la baisse de beaucoup des objectifs initiaux ainsi que la non prise en compte des recommandations des experts d'une taxation de la tonne de CO2 à 32 € et la volonté de « réaliser les projets routiers en cours » (sic) dans le domaine des transports, volonté qui risque de s'opposer encore à des projets de mobilité douce, tout en soulignant les avancées permises par le Grenelle (ex. : reconnaissance de l'autopartage),
- La FNE pointe d'autres lacunes (peu d'ambition sur les déchets, fiscalité écologique mal comprise, absence de remise en cause de la part du nucléaire dans le modèle énergétique, absence de propositions pour les sites et sols pollués ou le risque industriel).
- La FNE souhaite la généralisation obligatoire des Schémas de Cohérence Territoriale et leur opposabilité, et une vraie politique en faveur des écoquartiers.
- La FNE attend aussi l'adoption de la loi Grenelle II, et surtout les décrets d'application pour faire un bilan plus complet de cette loi et dit qu'elle restera vigilante quant aux démarches-sœur que sont le Grenelle de la mer, le Plan Nature en ville, le Grenelle des ondes.

Un groupement d'ONG craint un retour en arrière avec un affaiblissement de l'art. 4 de la loi Grenelle 1 relative à la réglementation thermique des bâtiments en France
L’alliance pour la planète, autre collectif d'ONG environnementales, a mis en ligne sur son site une carte de France des projets jugés incompatibles avec les lois Grenelle.
Selon la cour des comptes et Didier Migaud (premier président de la Cour) audité par la commission des finances de l'Assemblée nationale le 18 janvier 2012, les taxes qui devaient financer une partie des actions du grenelle n'ont pas été collectées dans les temps, ce qui a nui à sa mise en œuvre.

#### Nouveaux schémas créés, ou modifiés par le Grenelle II
- Schéma régional climat air énergie (SRCAE, qui se substituent aux anciens PRQA (plans régionaux pour la qualité de l'air créés par la loi du 30 décembre 1996 sur l'air et l'utilisation rationnelle de l'énergie.)
- Schéma régional de raccordement au réseau des énergies renouvelables (SRRRER)
- Schéma régional de cohérence écologique (SRCE)
- Schéma de cohérence territoriale (SCOT)
- Schéma d'aménagement régional (SAR)
- Plan climat-énergie territorial (PCET)

#### Articles concernant des sujets proches
- Aménagement du territoire
- Comité interministériel d'aménagement et de développement du territoire
- Grenelle de l'environnement
- Grenelle de la mer
- Loi Grenelle I
- Droit de l'environnement,
- Trame verte et bleue
- Trame verte,
- Trame bleue
- Trame bleu marine

Concepts et projets écologiques :
- Développement soutenable
- Haute qualité environnementale (HQE)
- Écoquartier
- Efficience énergétique
- Efficacité énergétique
- Bon état des eaux
- Directive Eurovignette

Aménagement et Droit de l'urbanisme : 
- Aménagement du territoire
- Servitude environnementale
- Directive régionale d'aménagement
- Directive territoriale d'aménagement
- Projet d'intérêt général (PIG)